# 218 до н. е.

## Події
- почалась Друга Пунічна війна.
- Облога Сагунта
- Битва на Роні
- Битва при Агер Фалерне
- Осінь — битва при Циссі, перемога римлян.
- Битва при Геронії
- Битва при Тицині
- морська битва при Лілібеї
- Облога Педнеліса
- Битва при Порфіріоні
- Битва за Селге
- Битва під Спартою
- 21 грудня — битва при Требії під час Другої Пунічної війни, перемога карфагенських військ під проводом Ганнібала.